# VY Leporis
Désignations
VY Leporis, abrégée en VY Lep, également nommée SAO 170387 et HIP 25234, est une géante rouge ainsi qu'une étoile variable à longue période située à la bordure de la constellation du Lièvre. Sa magnitude apparente est de 9,03, ce qui fait qu'elle n'est pas visible à l’œil nu, mais elle peut être observée avec un télescope. Selon la mesure annuelle de sa parallaxe par le satellite Gaia, l'étoile se situe à environ 1 355 pc (∼4 420 al) de la Terre.
VY Leporis est une étoile géante rouge de type spectral K7 Sa température de surface est de 3 696 K et sa luminosité est de 643 L☉.